# Paractidae
Paractidae é uma família de cnidários antozoários da infraordem Thenaria, subordem Nyantheae (Actiniaria).